# گاولیکی ماوه
گاولیکی ماوه (به لهستانی:  Gawliki Małe) یک روستا در لهستان است که در گمینا ودمینه واقع شده‌است. گاولیکی ماوه ۱۳۰ نفر جمعیت دارد.